# Goulding
Goulding ist ein census-designated place (CDP) im Escambia County im US-Bundesstaat Florida. Das U.S. Census Bureau hat bei der Volkszählung 2020 eine Einwohnerzahl von 3.392 ermittelt.

## Geographie
Goulding grenzt direkt an die Stadt Pensacola. Der CDP wird von der Interstate 110, dem U.S. Highway 29 sowie den Florida State Roads 291, 292, 295 und 752 durchquert bzw. tangiert.

## Demographische Daten
Laut der Volkszählung 2010 verteilten sich die damaligen 4102 Einwohner auf 1133 Haushalte. Die Bevölkerungsdichte lag bei 1281,9 Einw./km². 33,0 % der Bevölkerung bezeichneten sich als Weiße, 61,8 % als Afroamerikaner, 0,8 % als Indianer und 1,9 % als Asian Americans. 1,0 % gaben die Angehörigkeit zu einer anderen Ethnie und 1,5 % zu mehreren Ethnien an. 10,1 % der Bevölkerung bestand aus Hispanics oder Latinos.
Im Jahr 2010 lebten in 28,8 % aller Haushalte Kinder unter 18 Jahren sowie 36,0 % aller Haushalte Personen mit mindestens 65 Jahren. 59,6 % der Haushalte waren Familienhaushalte (bestehend aus verheirateten Paaren mit oder ohne Nachkommen bzw. einem Elternteil mit Nachkomme). Die durchschnittliche Größe eines Haushalts lag bei 2,45 Personen und die durchschnittliche Familiengröße bei 3,19 Personen.
17,2 % der Bevölkerung waren jünger als 20 Jahre, 26,1 % waren 20 bis 39 Jahre alt, 38,4 % waren 40 bis 59 Jahre alt und 18,2 % waren mindestens 60 Jahre alt. Das mittlere Alter betrug 44 Jahre. 67,1 % der Bevölkerung waren männlich und 32,9 % weiblich.
Das durchschnittliche Jahreseinkommen lag bei 23.089 $, dabei lebten 36,9 % der Bevölkerung unter der Armutsgrenze.
Im Jahr 2000 war Englisch die Muttersprache von 98,56 % der Bevölkerung und 1,44 % sprachen spanisch.